# Kąpielisko Oławka
Kąpielisko Oławka (Wrocławski Ośrodek Sportu Turystyki i Wypoczynku Kąpielisko „Oława”, niem.: Ohle Strandbad) – kąpielisko utworzone w rozlewisku rzeki Oława, w południowo-wschodniej części Wrocławia, na osiedlu Rakowiec, przy ulicy Na Niskich Łąkach. Zamknięte w 1977 roku.

## Historia
Kąpielisko Ohle Strandbad zostało urządzone na początku lat 30. XX wieku, przy ówczesnej Hollandwiesen Strasse, w pobliżu Parku na Niskich Łąkach. Pogłębiono i przebudowano istniejące wcześniej w tym miejscu zakola rzeki Oława, która w tym miejscu znacznie się rozszerzała, tworząc nieduży akwen. Wybudowano pomosty drewniane, wyznaczono strefy przeznaczone do kąpieli, a na brzegu urządzono piaszczysto–trawiastą plażę. Dostępne tu były także boiska do gry, budynki mieszczące wypożyczalnię sprzętu, szatnie oraz mały lokal gastronomiczny.
Po II wojnie światowej funkcjonował również kiosk „Ruchu”. Kąpielisko Oława funkcjonowało do 1977 roku. Z czasem, zdegradowaną infrastrukturę stopniowo rozbierano.
W miejscu, w którym znajdowało się kąpielisko, wykorzystywane jest w okresie letnim do wypoczynku i kąpieli.